# Otto Lauenstein

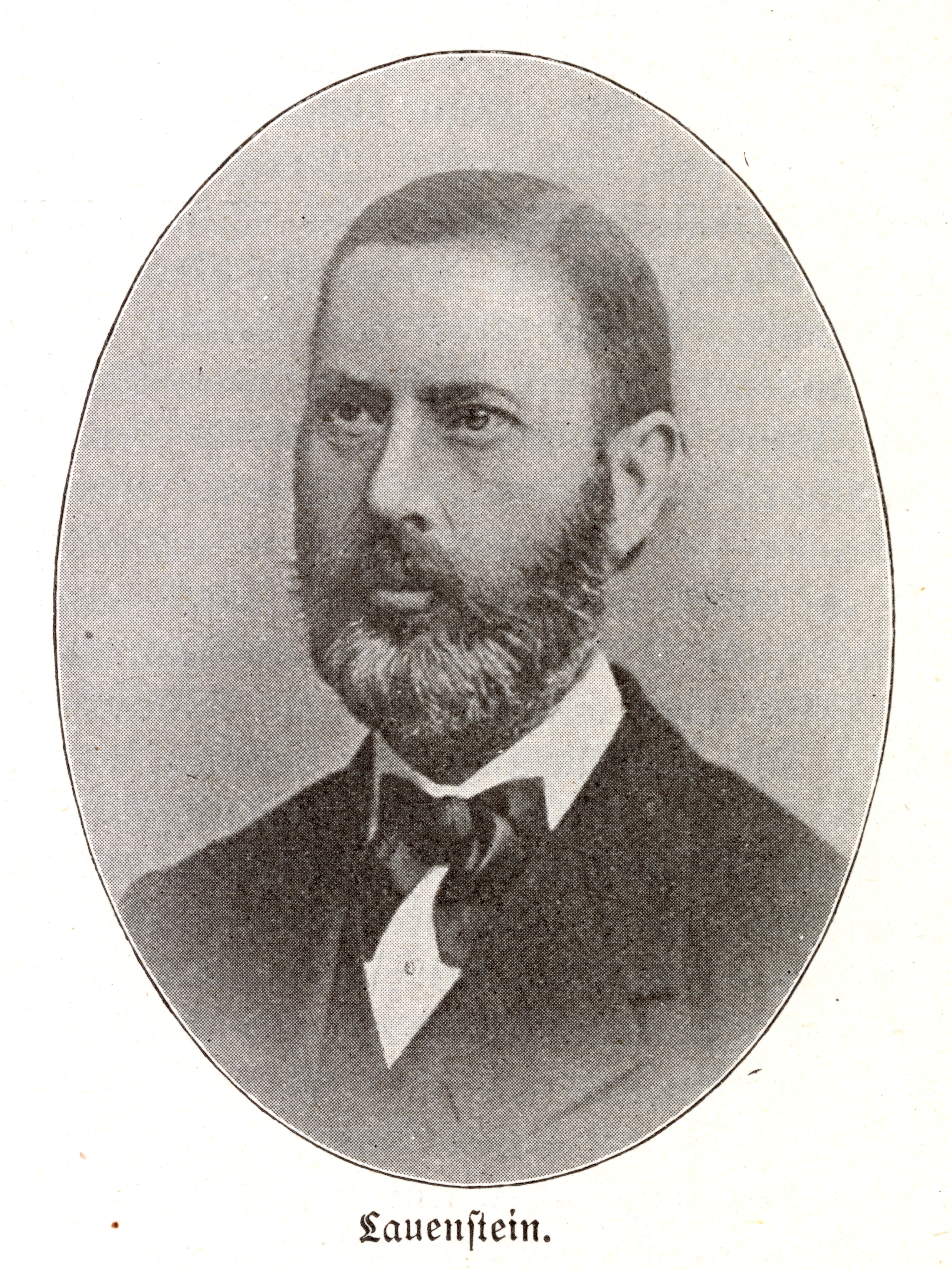
Porträt Lauensteins; 1890er Jahre circa

Friedrich Adolf Otto Lauenstein (* 17. Januar 1829 in Aerzen; † 24. Februar 1902 in Lüneburg) war ein deutscher Jurist und Politiker.

## Leben
Otto Lauenstein besuchte von 1843 bis 1846 das Gymnasium in Holzminden. 1846–1849 studierte er an der Georg-August-Universität Göttingen Rechtswissenschaft. 1847 wurde er Mitglied des Corps Brunsviga Göttingen. Nach dem Studium und dem Referendariat ließ er sich 1853 als Anwalt in Lüneburg nieder und wurde 1863 zum Obergerichtsanwalt beim dortigen Obergericht ernannt. Von 1865 bis 1880 war er zugleich Stadtsyndikus. Von 1880 bis 1894 war er Oberbürgermeister von Lüneburg, nachdem er bereits von 1858 bis 1865 dem Bürgervorsteherkollegium angehört hatte, zuletzt als dessen Vorsitzender. Lauenstein war Mitbegründer des hannoverschen Städtevereins, Korrespondent nationalliberaler Zeitungen und Mitarbeiter des Hannoverschen Couriers. Er war Mitglied der Landschaft des Fürstentums Lüneburg. 1902 starb er während einer Aufsichtsratssitzung bei den Lüneburger Eisenwerken.
Lauenstein war seit 1855 verheiratet mit Friederike Dorothea Antonie Ottilie Illing (1828–1914). Sie hatten fünf Töchter und einen Sohn, den preußischen Generalleutnant Otto von Lauenstein.
Lauenstein leitete als Vorsitzender den Arbeiter-Bildungsverein, den späteren MTV Treubund.
Lauensteins erhaltenes Grabmal findet sich auf dem Grab auf dem Lüneburger Michaelisfriedhof.

## Parlamentarier
Lauenstein gehörte 1854/55 und 1864–1866 der Zweiten Kammer der Ständeversammlung des Königreichs Hannover an. Von 1867 bis 1885 saß er als Abgeordneter des Wahlkreises Hannover 28 (Lüneburg) im Preußischen Abgeordnetenhaus. Er gehörte der Nationalliberalen Partei an. Von 1877 bis 1879 war er Mitglied der Wahlprüfungskommission. Weiterhin war er Mitglied des Provinziallandtags der Provinz Hannover und Vorsitzender des Provinzialausschusses.

## Auszeichnungen
- Ehrenpokal der Lüneburger Bürgerschaft (1894)
- Charakter als Geheimer Regierungsrat